# 偶像崇拜

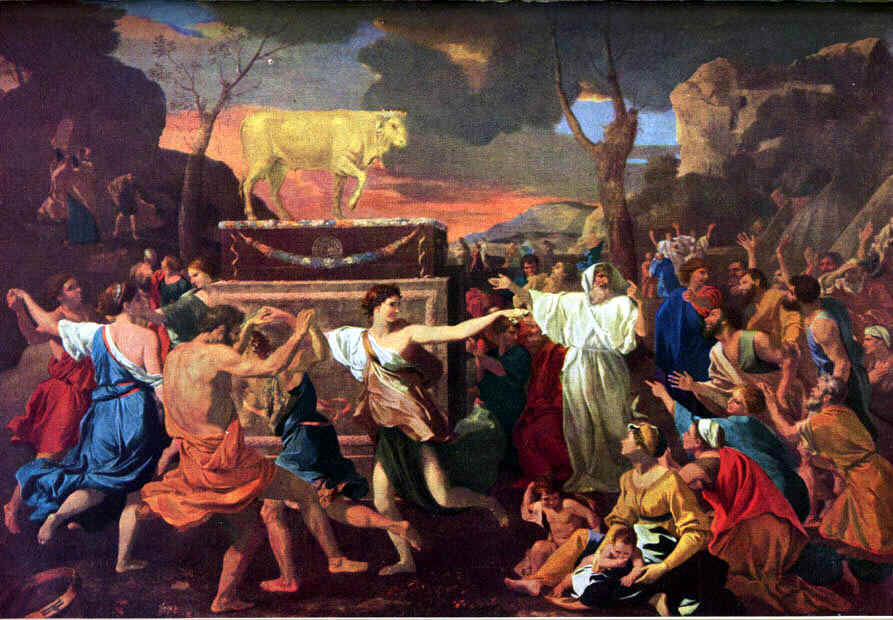
金牛犊

偶像崇拜（Idolatry）通常指像崇拜上帝一樣，崇拜任何一种人物或物體，与一神论崇拜独一真神（上帝）相对。在信奉非偶像崇拜教義(Aniconism) 的宗教（如亚伯拉罕诸教）里，它被认为是一项主要的罪，在历史上引发过激烈的破坏偶像运动。「破壞偶像主義」便是一种破壞宗教圖像或對宗教圖像进行激烈反對的行為，该主义认为宗教图像都是人們所創造的物体。然而，各个宗派之间关于偶像的标准没有统一意见，在某些宗派裡使用聖像或圖樣是允许的。

## 神像的赞成与反对
是否赞成或反对神像，核心争议是對神像的定位。神像長期被反對者視為迷信道具。西方宗教反對偶像崇拜，但佛教不怎麼崇拜天人，非西方宗教认为，禁止偶像崇拜就是宗教迫害。
與崇拜偶像相反，普通的反對崇拜偶像行为，叫做「無偶像論」。反对偶像崇拜是以基督教、猶太教、伊斯兰教为首的亚伯拉罕诸教和锡克教（达摩诸教之一）等一神教的基本教义。
被认为是偶像崇拜或是有类似嫌疑的行为，包括制造各种神灵的形象，或是宗教中具有重要地位的先知、圣人、神职人员的形象。神学家将偶像崇拜概念推而广之，包涵了将任意非神灵的事物神化，这也包括世俗生活中的事物，而不仅仅是某一具体图像。例如，天主教义中称：“偶像崇拜不单单是指异教的错误信仰。只要是人类将所造物抬高到上帝的位置，不论这是其它神灵、或是魔鬼（如拜撒旦教）、权势、享乐、种族、祖先、国家、金钱等，都被认为是偶像崇拜。”然而，天主教方面認為對聖像的欽拜不屬於偶像崇拜。
最早期的基督徒没有在崇拜中使用圣像，到了公元4、5世纪，教会开始使用圣像，他们的理由是，圣像比讲道或书籍更能帮助没有受过教育的人认识基督教。”——《圣经、神学、教会著作百科全书》说：“人只该向上帝祷告，并通过中保［居间人］耶稣基督这样做。因此，向圣人或天使祷告不但没用，而且亵渎上帝。不管受造物多么受人尊崇，总之崇拜受造物就等于拜偶像，是上帝的神圣律法所严厉禁止的。”
佛教最初反對純粹偶像崇拜，但也未完全否定。為了迎合眾生的需要，為了在佛陀滅度後使未來無緣見到佛陀的眾生見到佛陀所具有的三十二相與八十隨行好的外在形象，使他們對佛陀敬拜、供養供品、生出歡喜心，佛陀才宣說了如何製作佛像。但佛教強調的是藉由修行體證佛陀無色法身的智慧，所以《金刚经》也反对偶像崇拜，“若以色见我，以音声求我，是人行邪道，不能见如来”。强调佛性无颜色，无形象。无形无相。《心经》則說「色不異空，空不異色，色即是空，空即是色」，色相就是虛無，因此佛像是象徵譬喻佛陀的外型，給與眾生憶念與敬拜佛陀的機會。
神道教雖然沒有偶像，但卻崇拜神山、神石、神木等一些被認為是神所降臨過和顯聖過的自然物，或是用鏡子、寫有神名的紙牌、御幣來作為神的象徵物，稱之為“御神體”，之後经历神佛習合後，有些神社也發展出神像，是真正的多神教。
在一神教內部，對於聖像存在分歧。猶太教、伊斯蘭教以及基督教中的新教幾乎完全排斥聖像，因此，新教的十字架上多沒有基督受难像，而天主教和東正教經過大爭辯後曾發生聖像破壞運動。属于达摩诸教之一的锡克教，在锡克教庙内没有偶像在庙中供奉錫克教經典古鲁·格兰特·萨希卜。
在中國傳統宗法性宗教的制度支配下，自遠古直至清末，中國宗教很早就認定天子是唯一可進行官式祭天；朝臣以下社會有偶像的需求（中國民間信仰），所以也造成了普遍基督徒和伊斯兰教徒等一神論信仰不願意認知中國民間信仰的根本原因之一。

## 字源

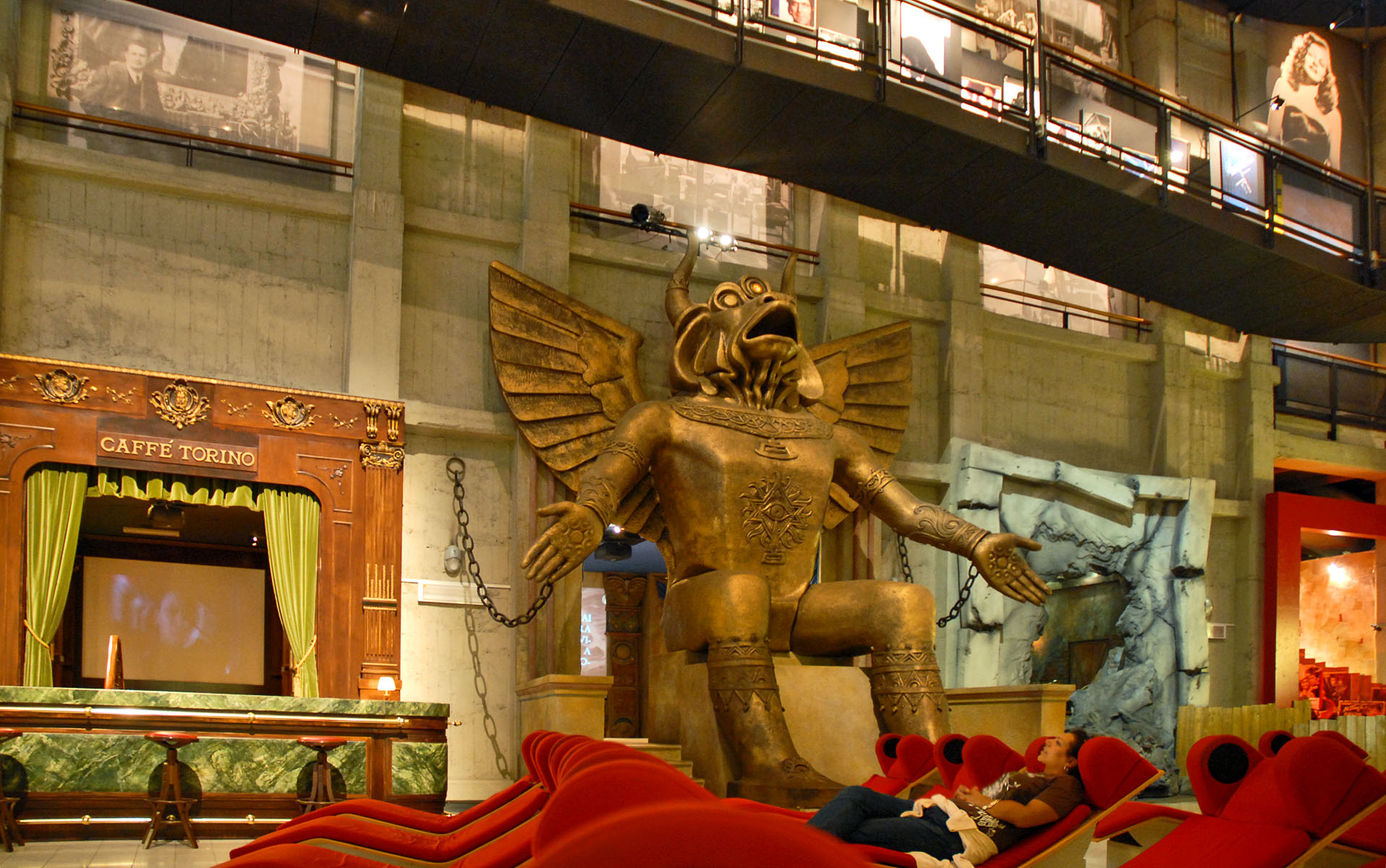
亚扪人、腓尼基人、古迦南人崇拜的摩洛。

偶像崇拜 idolatry来自希腊文εἰδωλολατρία eidololatria parasynthetically 来自 εἰδωλολάτρης 来自εἴδωλον eidolon, “图像”或“形象”λάτρις latris，“worshipper （崇拜者）” 或 λατρεύειν latreuein, "to worship （崇拜）" 来自 λάτρον latron "payment （支付）"。虽然希腊文好像是借译了希伯来语中的avodat elilim，后者被证实来自拉比文献(如 bChul., 13b, Bar.)，希腊文自身却没有在七十士譯本、斐洛、約瑟夫斯或是其他希腊犹太人的作品中找到。这些字眼也没有在前基督教时期的希腊文献中出现。在《新约》中，希腊词汇出现在保罗书信、《彼得前书》、《约翰一书》、和《启示录》中，并被用作贬义，视为恶习。十二使徒遺訓和使徒法令要求远离“偶像的污染”。希伯来文中偶像崇拜包括 avodah zarah（拜外邦神）和 avodat kochavim umazalot （对天体和星座的崇拜）。

## 伊斯兰教

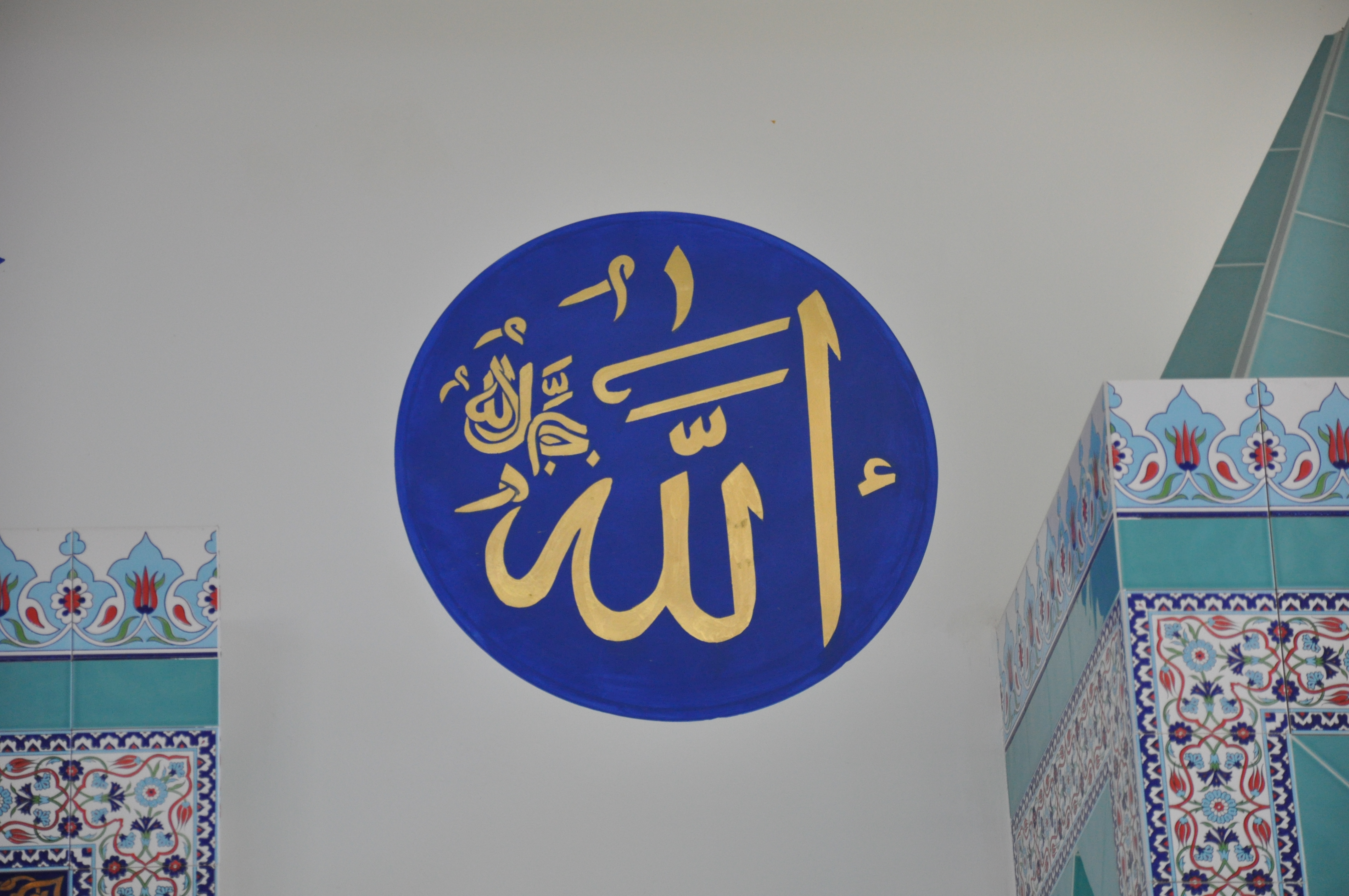
DIN用金色的阿拉伯书法写成，存放于德国 Mevlana-Moschee (Schützenstraße), Ravensburg

在伊斯兰教中，šhirk (阿拉伯语：شرك)是一种偶像崇拜或多神论的重罪。伊斯兰教严格禁止任何形式的“偶像”崇拜，偶像包括人物、动物、图腾、标志（如星、月、黑石、天房）等。这包括在一神之外侍奉任何人或事物。Shirk也指与祂相联系，将祂的特征或属性赋予祂以外别的有形、无形的人与物，或是不相信祂的某些特征或属性。
在伊斯兰教中，šhirk是一种不可饶恕的重罪。神可以赦免任何形式的罪，但是šhirk除外。認主學被认为是道德高尚的，反之则是恶习。認主學字面意义是“承认独一真主”，常在英文中翻译为 monotheism （一神论）。